# God TV
God TV é uma rede de televisão cristã, com sede em Jerusalém, Israel. O Canal transmite programas de TV com conteúdo exclusivamente cristão, incluindo o The 700 Club com Pat Robertson e Terry Meeuwsen, e programas de Joyce Meyer, Benny Hinn entre outros.
Foi fundado na Inglaterra em janeiro de 1995 pelos pregadores Rory Alec e Wendy Alec.
Em janeiro de 2002 o centro de transmissão mundial foi transferido para Israel, e a sede administrativa localiza-se em Kansas City, EUA. A cobertura é estimada em 80% do planeta Terra, a emissora possui afiliadas regionais na Europa, África, Ásia e Australásia.

É a terceira maior de TV cristã atrás apenas da Trinity Broadcasting Network, e da Daystar Television Network.
- Este artigo foi inicialmente traduzido, total ou parcialmente, do artigo da Wikipédia em inglês cujo título é «God TV», especificamente desta versão.

1. 1 2  «Live from Jerusalem, it's GOD TV!». The Jerusalem Post. Consultado em 30 de novembro de 2014[ligação inativa]
2. ↑  «Digital evangelists share good news with Africa». BusinessDay. Consultado em 30 de novembro de 2014
3. ↑  «Distribution from Jerusalem to end of the earth». Esittelyvideo. Consultado em 30 de novembro de 2014. Arquivado do original em 23 de fevereiro de 2008